# Lamping József
Lamping József (Gödre, 1881 – Kaposvár, 1939. december 7.) építész és építőmérnök. Számos templom, középület és lakóház tervezője a Dél-Dunántúlon, főleg Kaposváron, közülük ma több műemléki védelem alatt áll.

## Élete
1881-ben született a jórészt betelepített német családok leszármazottai által lakott Gödrén Lamping Ádám építőmester és Wégerer Borbála, a helyi postamester lányának fiaként.
Pécsre járt elemi és reáliskolákba, majd 1895-től négy éven át Budapesten felsőfokú építőiskolát végzett (építőmesteri oklevelet viszont csak 1905-ben szerzett), majd egy évet Bécsben tanult a kaiserliche-königliche Technische Hochshule intézményében, itt ismerte meg a betonból és vasbetonból készülő szerkezetek modern építési módszereit. A tanulás mellett 8 hónapig a Visnovsky Beton- und Turbinenbau Ingenieur Gesellschaftnál is dolgozott. Hazatérése után apja építőmesteri irodájában dolgozott, majd 1912-ben közös tervezőirodát nyitottak a kaposvári Zárda utca 1.-ben, Lamping Á. és Fia néven, mely iroda Somogy, Tolna és Baranya vármegyék területén tervezett épületeket. Ezzel párhuzamosan 1906 és 1915 között Budapesten is nyitott egy irodát Csécsy Andorral közösen.
Lamping József ezután is rendszeresen kijárt Bécsbe, és München városában is járt tanulmányúton. 1901-től az Iparművészeti Társulatnak, 1913-tól a Magyar Mérnök- és Építész-Egylet kaposvári osztályának, 1926-tól pedig a Budapesti Mérnöki Kamarának lett tagja, és apjával együtt résztvevője volt a kultuszminisztérium népiskola-programjának is.
Részt vett az első világháborúban is: 1915-től kezdve a 19. honvédgyalogezred katonája volt. 1916-ban az orosz hadszíntéren Szokolov táján tevékenykedett, ahol is a honvédelmi miniszter utasítására a Hadisírok Felügyelőségének volt műszaki előadója és a 12. század parancsnoka. Ebben az időszakban számos haditemetőt és -sírt hozatott rendbe és újakat is tervezett a Felvidék keleti részén.
A háborúból azonban megbetegedve tért haza, ebből élete hátralevő éveiben sem tudott kigyógyulni. A következő évtizedekben tervezte kaposvári épületeinek többségét, de az 1930-as években kibontakozó gazdasági világválság miatt már alig kapott munkát. 1939. december 7-én hunyt el Kaposváron.

## Munkássága
Lamping József egyedi eklektikus stílusban tervezett, gyakran megjelennek épületein a magyaros szecesszió jegyei is. Kaposváron az újonnan megjelent technológia, a vasbeton-építészet úttörője volt. Stílusára hatással volt az angol és a finn családiház-építészet, többek között Herman Gesellius, Armas Lindgren és Eliel Saarinen művészete.

### Általa tervezett épületek
- Baranyajenő, népiskola
- Bőszénfa, római katolikus templom
- Döbrököz, római katolikus iskola
- Gyulaj, iskola
- Hajmás, római katolikus templom
- Kaposvár, két banképület: a Fő utca–Kossuth utca sarkon és a Fő utca–Dózsa utca sarkon
- Kaposvár, Lamping-villa (a mai Németh István fasor 14. alatt)
- Kaposvár, református gyülekezeti ház (egy időben Mozimúzeum)
- Kaposvár, transzformátorház a Noszlopy utcában és transzformátorállomás a Zrínyi utcában
- Kaposvár, Szivárvány Kultúrpalota
- Kaposvár, a Kaposvári Püspökség épülete
- Kaposvár, a megyei kórház központi épülete, a szülészet és a szemészet épületei
- Kaposvár, Faragó-ház (Somssich u. 17., Lamping Ádámmal közösen)
- Nagymányok, Irgalmas Nővérek Iskola és Zárda
- Somogyfajsz, római katolikus templom
- Taszár, repülőtér épületei
- Tékes, evangélikus templom

### Egyéb kivitelezési munkák (Lamping Á. és Fia)
- Kaposkeresztúr, római katolikus templom
- Kaposvár, a mai Berzsenyi Dániel Általános Iskola (Harsányi Gézával közösen)
- Kaposvár, Korona Szálló (ma a Kapos Hotel új épülete áll a helyén)
- Kaposvár, Nostra gabonatárház (a kaposvári vár romjainál; mára lebontva)

### Hősi temetők létrehozása
Lamping József a következő kelet-felvidéki falvak és városok hősi temetőit hozta létre: Alsóvízköz, Cirókaófalu, Dara, Felsővízköz, Homonna, Juhos, Kispereszlő, Kisszolyva, Kozjoláta, Mezőlaborc, Nagypolány, Takcsány, Uzsok és Zemplénoroszi.

### Meg nem valósult tervei
Beadott pályázatot a kaposvári Fő utcán épülő takarékpénztár-székház tervezésére is, de ezt végül Pilch Andor tervezhette meg. A mai Bajcsy-Zsilinszky utcában épített leánygimnázium pályázatát ő nyerte meg, de végül mégis Kappéter István tervei alapján készült el az épület. A Csiky Gergely Színház pályázatának elbírálásakor második díjat nyert (az első díjat nem adták ki), mégis más tervezők építhették meg a színházat.

### Egyéb munkái
Lamping József és Stöckl József tervei alapján rendezték az akkori Horthy park (ma Berzsenyi park) és a Tisztviselőtelep területét, emellett két vidéki kastély átépítésével is foglalkozott: a bakócai Majláth-kastélyt romantikus stílusban felújította, a segesdi kastélyon pedig kisebb átalakítási munkákat végzett. Emellett nem csak épületeket, hanem bútorokat (pl. 1914-ben egy úriszoba könyvszekrényét) és egy szobrot (a Szent István-kutat) is tervezett.

## Díjai, elismerései
1924-ben elöljáró felügyelősége hadi kitüntetésre terjesztette fel, 1930-ban pedig az Országos Iparegyesülettől vehetett át díszérmet. 2003-ban az általa tervezett és később műemlékké nyilvánított kaposvári Szivárvány Kultúrpalota falán Lamping József-emléktáblát helyeztek el. 2009-ben életműve Örökségünk – Somogyország Kincse elismerő címben részesült, ezzel egy időben a segesdi kastély Somogy Kincse parkjában emlékkövet helyeztek el és fát ültettek emlékére.
2015 őszétől egy kaposvári iskola, az addigi Építőipari, Faipari Szakképző Iskola és Kollégium az ő nevét viseli.

## Képek Lamping József épületeiről

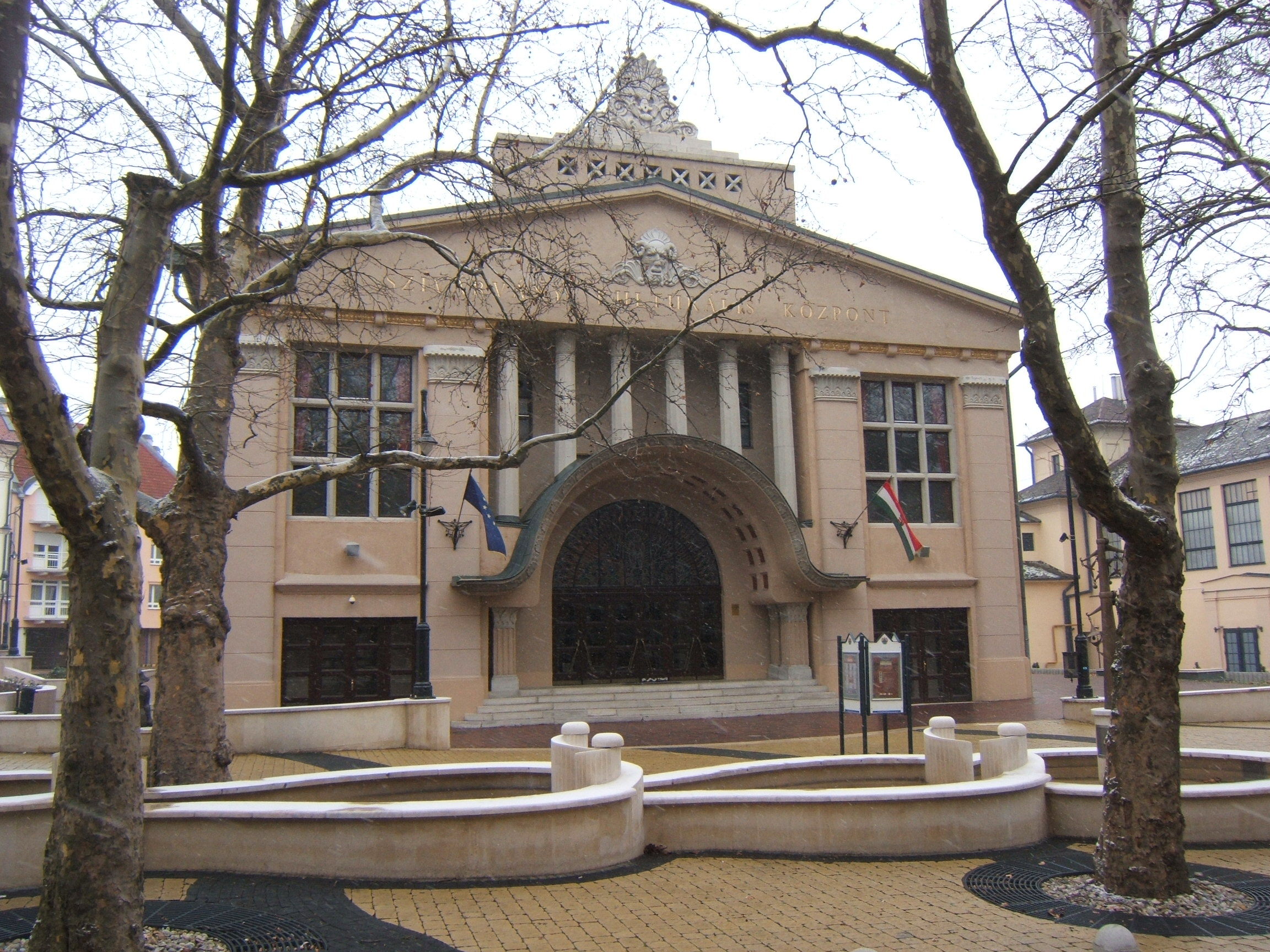
A Szivárvány Kultúrpalota (Kaposvár)
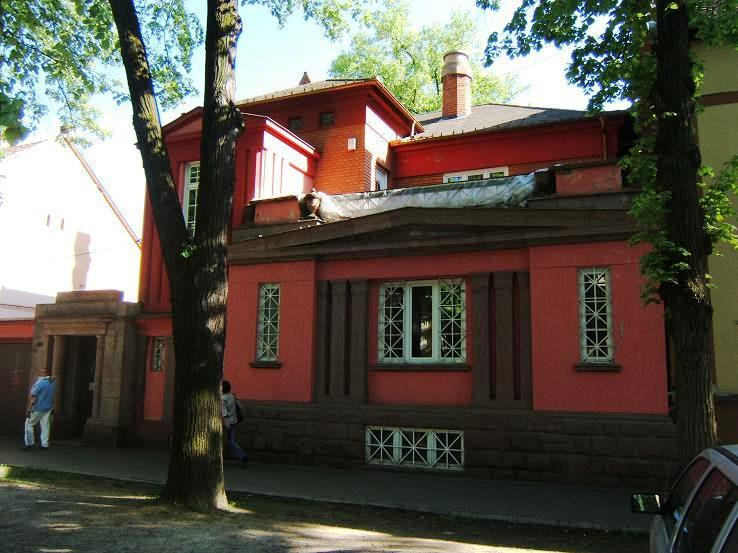
Villaépület, irodaház (Kaposvár)
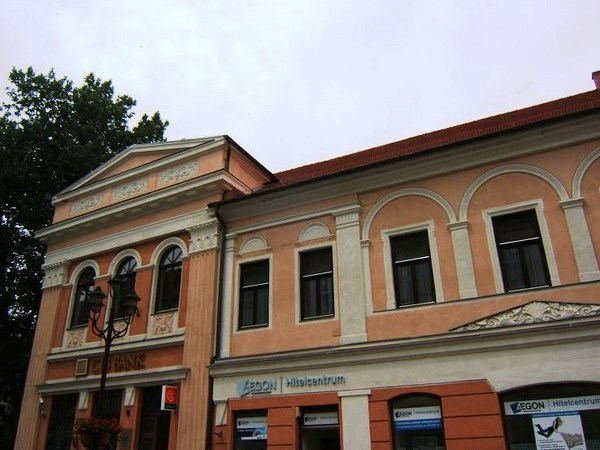
Egykori Dunántúli Bank és Takarékpénztár Rt. épülete (Kaposvár)
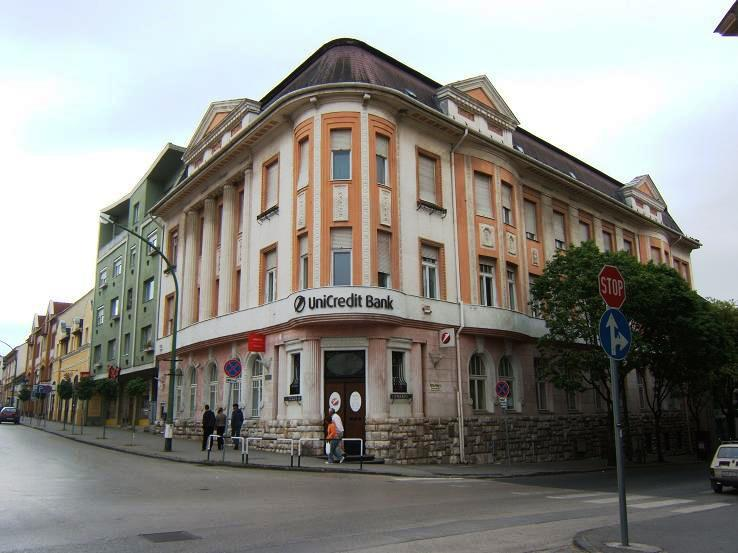
Banképület (Kaposvár)
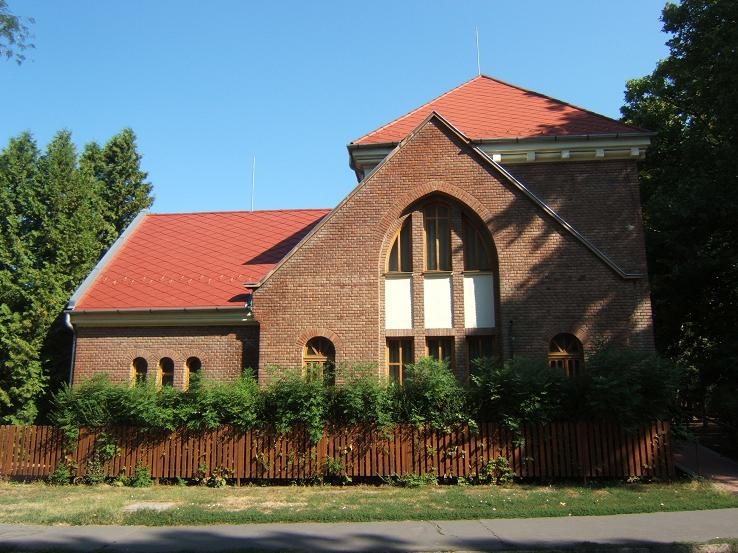
Református gyülekezeti ház (Kaposvár)
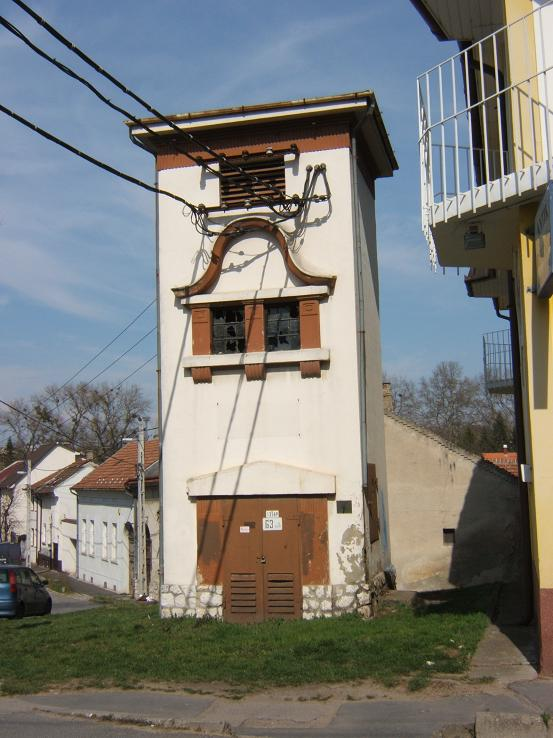
Transzformátorállomás (Kaposvár)
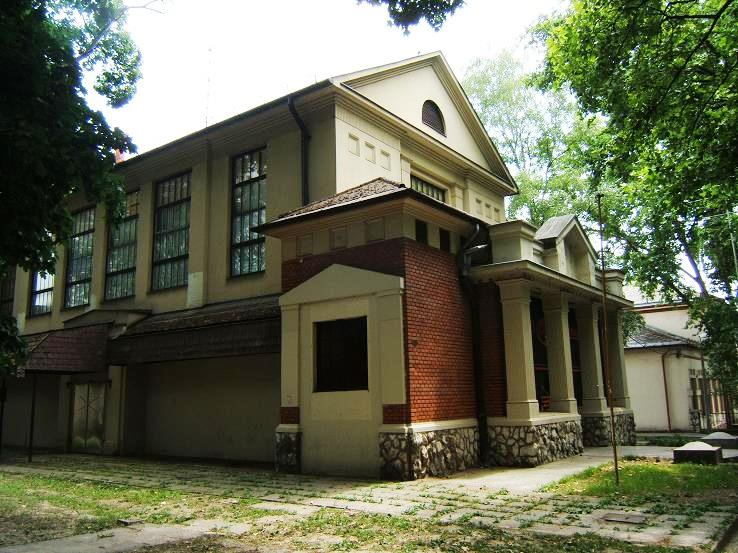
Transzformátorház (Kaposvár)
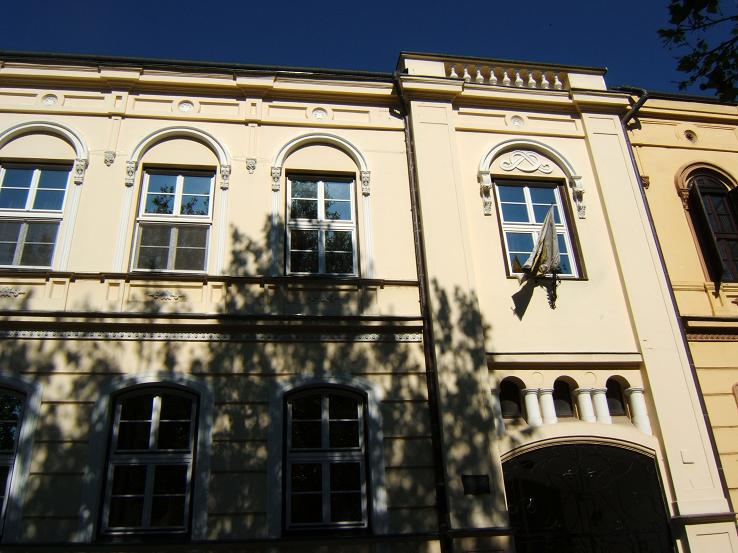
A püspökség épülete (Kaposvár)
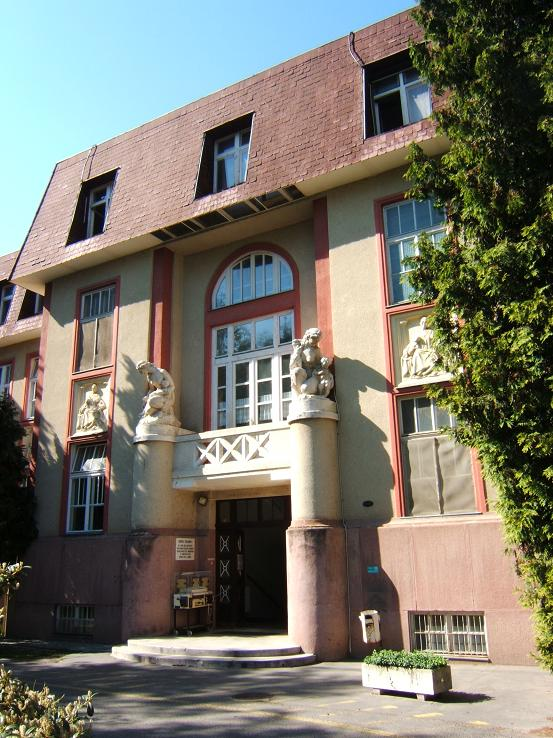
A megyei kórház szülészeti épülete (Kaposvár)
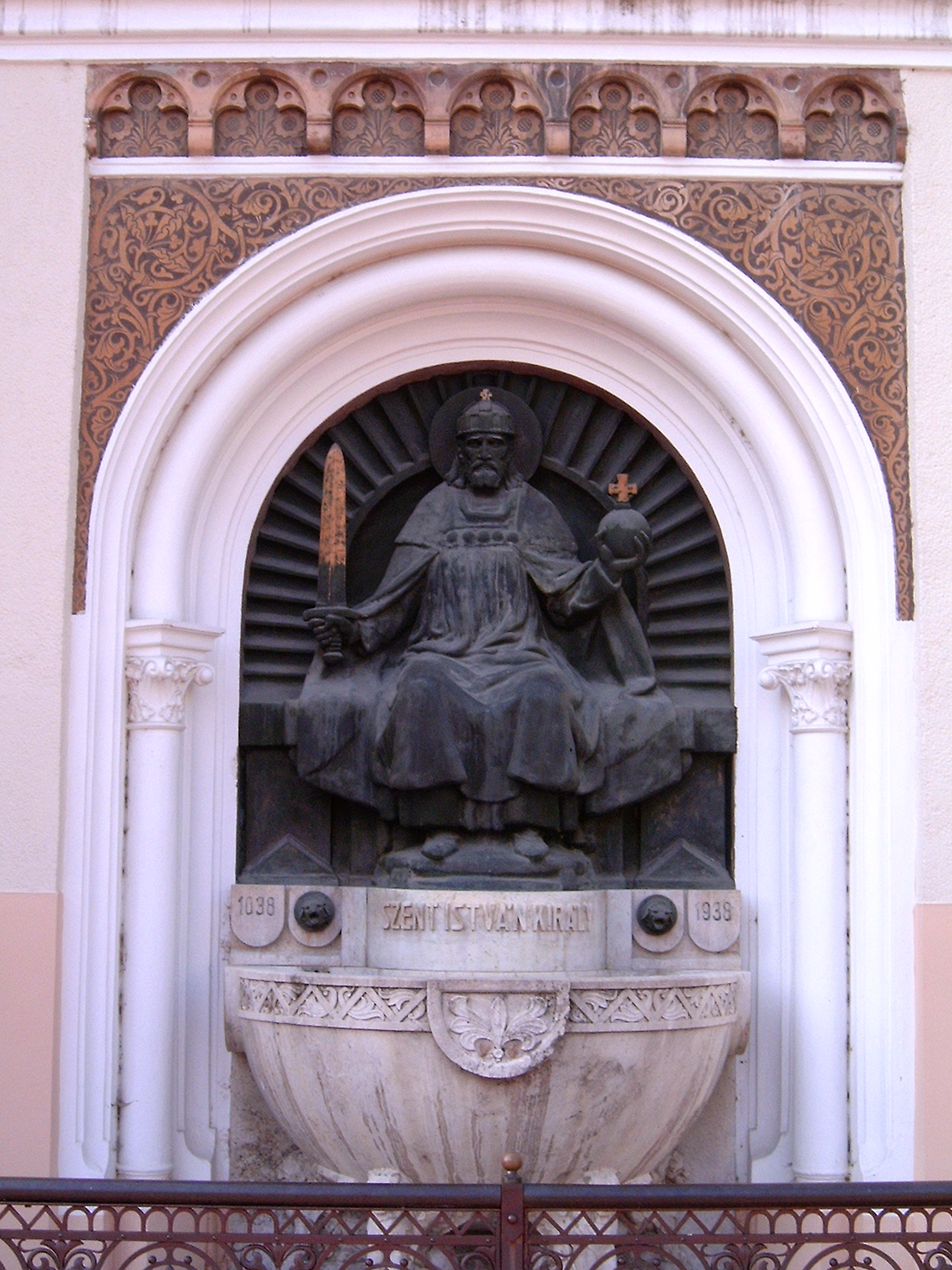
A Szent István-kút a Nagyboldogasszony-székesegyház falán (Kaposvár)
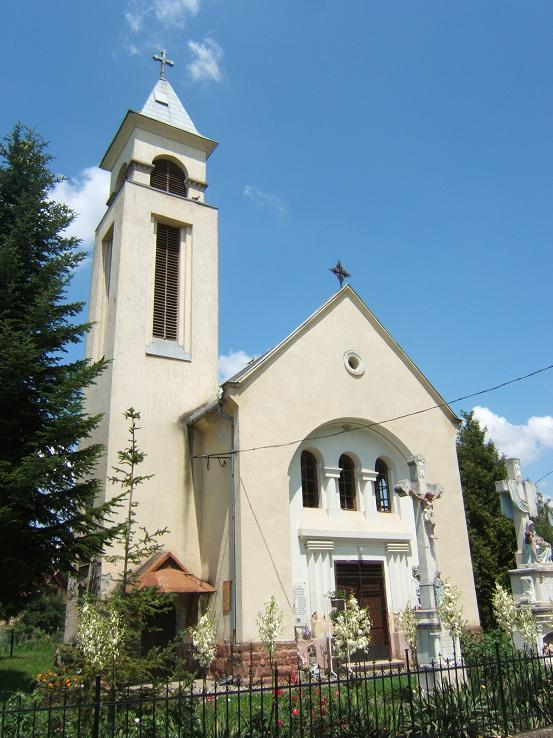
Római katolikus templom (Hajmás)